# Eulepida savagei
Eulepida savagei är en skalbaggsart som beskrevs av Hope 1842. Eulepida savagei ingår i släktet Eulepida och familjen Melolonthidae. Inga underarter finns listade i Catalogue of Life.